# Turka zaitzevi
Turka zaitzevi är en tvåvingeart som först beskrevs av Pavel Lehr 1996.  Turka zaitzevi ingår i släktet Turka och familjen rovflugor. Inga underarter finns listade i Catalogue of Life.